# Șintereag
Șintereag (Hongaars: Somkerék) is een Roemeense gemeente in het district Bistrița-Năsăud.
Șintereag telt 3855 inwoners. De hoofdplaats van de gemeente Sintereag heeft een Hongaarse gemeenschap. Deze noemt het dorp Somkerék. In het dorp staat een middeleeuwse Hongaarse Gereformeerde Kerk.
De gemeente bestaat uit de volgende kernen:
- Blăjenii de Jos (Alsóbalázsfalva)
- Blăjenii de Sus (Felsőbalázsfalva)
- Caila (Kajla)
- Cociu (Szamoskócs)
- Șieu-Sfântu (Sajószentandrás)
- Șintereag (Somkerék)
- Șintereag-Gară (Somkeréki állomás)

## Demografie
Er zijn in de gemeente tijdens de volkstelling van 2011 twee dorpen met een Hongaarse minderheid:
- Şintereag 	/Somkerék 	901 inwoners, waarvan	204 Hongaren (22,8%)
- Şieu-Sfântu 	/Sajószentandrás 	430 inwoners, waarvan 	77 Hongaren (18,1% )

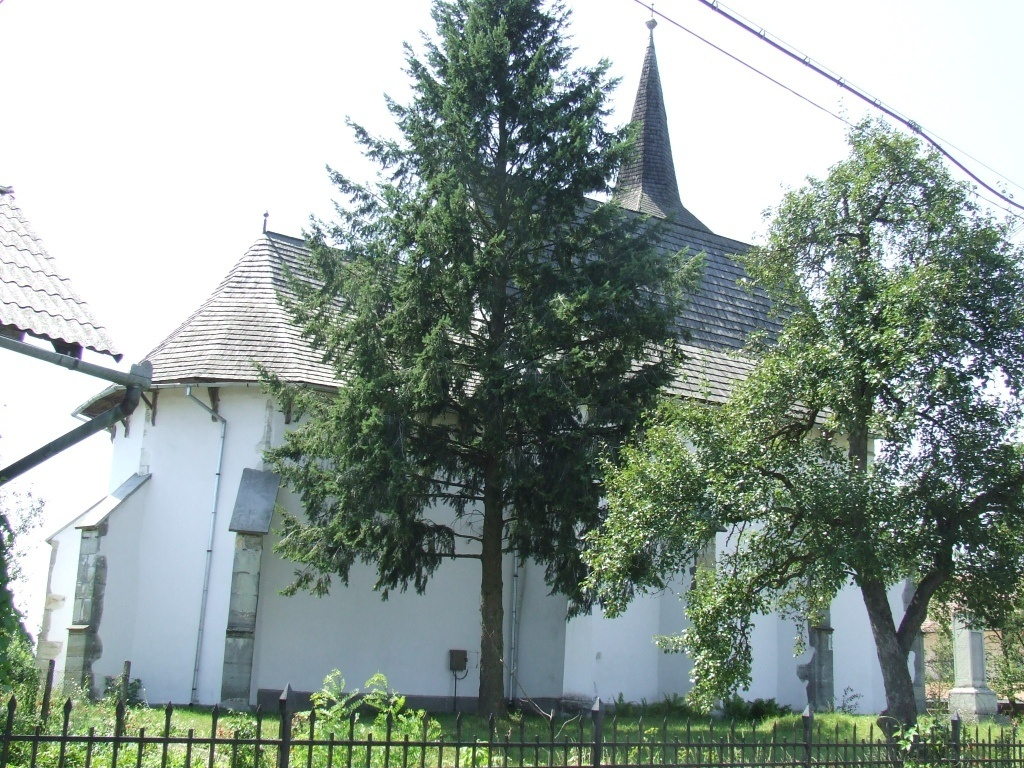
Șintereag